# Апелдорн
А́пелдорн (на нидерландски: Apeldoorn) е град в Централна Нидерландия, на 100 километра източно от Амстердам. Административен център е на едноименната община Апелдорн в провинция Гелдерланд. Има население от 164 781 души (1 януари 2021).